# Eaton Socon
Eaton Socon – wieś w Anglii, w hrabstwie Cambridgeshire, w dystrykcie Huntingdonshire. Leży 29 km na zachód od miasta Cambridge i 80 km na północ od Londynu. W 2001 miejscowość liczyła 5547 mieszkańców.